# Алюминийтринеодим
Алюминийтринеодим — бинарное неорганическое соединение
неодима и алюминия
с формулой AlNd3,
кристаллы.

## Получение
- Сплавление стехиометрических количеств чистых веществ:

{\displaystyle {\mathsf {3Nd+Al\ {\xrightarrow {675^{o}C}}\ AlNd_{3}}}}

## Физические свойства
Алюминийтринеодим образует кристаллы
гексагональной сингонии,
пространственная группа P 63/mmc,
параметры ячейки a = 0,6968 нм, c = 0,5407 нм, Z = 2,
структура типа станнид триникеля (Ni3Sn).
Соединение образуется по перитектической реакции при температуре 675°С.

## Химические свойства
- Разлагается при нагревании:

{\displaystyle {\mathsf {AlNd_{3}\ {\xrightarrow {>675^{o}C}}\ AlNd_{2}+Nd}}}